# Laportea
Laportea ist eine Pflanzengattung innerhalb der Familie der Brennnesselgewächse (Urticaceae). Die 22 bis 36 Laportea-Arten sind pantropisch verbreitet. Laportea-Arten besitzen genau wie die Brennnesseln Brennhaare.

## Beschreibung

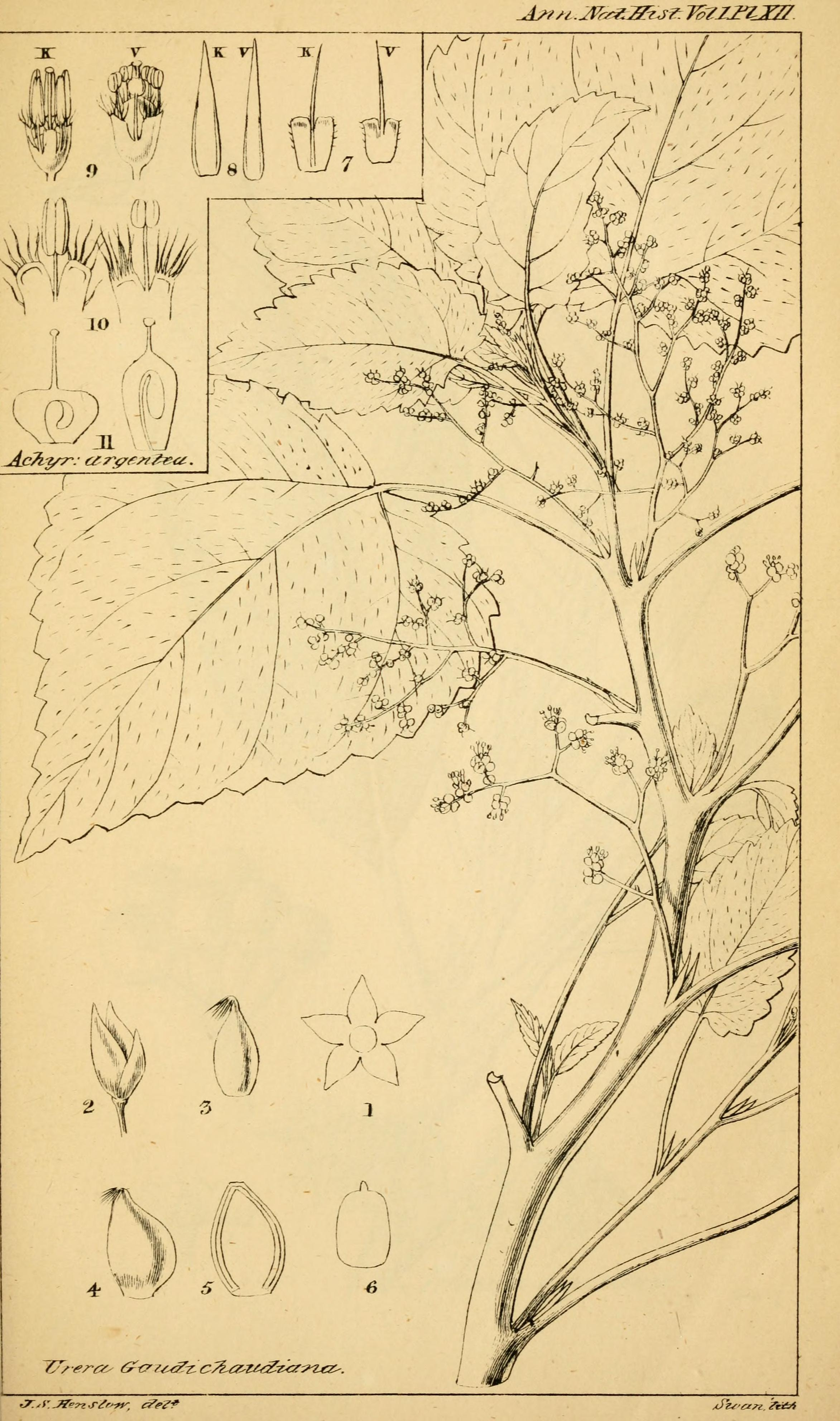
Illustration aus Annals of natural history vorn Laportea aestuans

### Vegetative Merkmale
Laportea-Arten sind einjährige bis ausdauernde krautige Pflanzen oder Halbsträucher. Die meisten Arten erreichen Wuchshöhen von 1 bis 1,5 Metern. Die oberirdischen Pflanzenteile sind mit Brennhaaren besetzt, die kürzer als 5 Millimeter sind.
Die wechselständig angeordneten Laubblätter sind in Blattstiel und Blattspreite gegliedert. Ihre pergamentartigen, einfachen Blattspreiten sind schmal-oval bis rundlich und meist grob, gezähnt oder gesägt. Die intrapetiolaren Nebenblätter sind, bis auf an der Spitze, verwachsen und stehen zwischen Blattstiel und Stängel; sie fallen aber meist früh ab.

### Generative Merkmale
Die Laportea-Arten sind ein- (monözisch) oder zweihäusig (diözisch) getrenntgeschlechtig. Die Blütenstände stehen seiten- und endständig und bestehen aus rispenartig, manchmal auch traubenartig oder ährenartig angeordneten, locker knäueligen zymösen Teilblütenständen. Die Blüten sind immer eingeschlechtig, wobei bei den meisten Arten alle Blüten eines Blütenstandes dasselbe Geschlecht haben. Wenn es Tragblätter in den Blütenständen gibt, dann sind sie winzig.
Die männlichen Blüten besitzen vier oder fünf gleichartige Blütenhüllblätter und vier oder fünf Staubblätter. Die weiblichen Blüten besitzen zwei oder meist vier Blütenhüllblätter, wobei die äußeren viel kleiner sind als die beiden seitlichen. Der verlängerte oder hakenförmige Griffel bleibt bis zur Fruchtreife stehen.
Die Achänen sind abgeflacht und eiförmig bis halbkugelig.

## Vorkommen
Die 22 bis 36 Laportea-Arten sind pantropisch verbreitet. Nur wenige Arten kommen auch in Gebieten mit gemäßigtem Klima in Nordamerika und Asien vor (Laportea canadensis oder Laportea cuspidata).
Die meisten Arten wachsen an feuchten Standorten in Wäldern, Dickichten oder Gebüschen, gerne an gestörten Stellen.

## Systematik

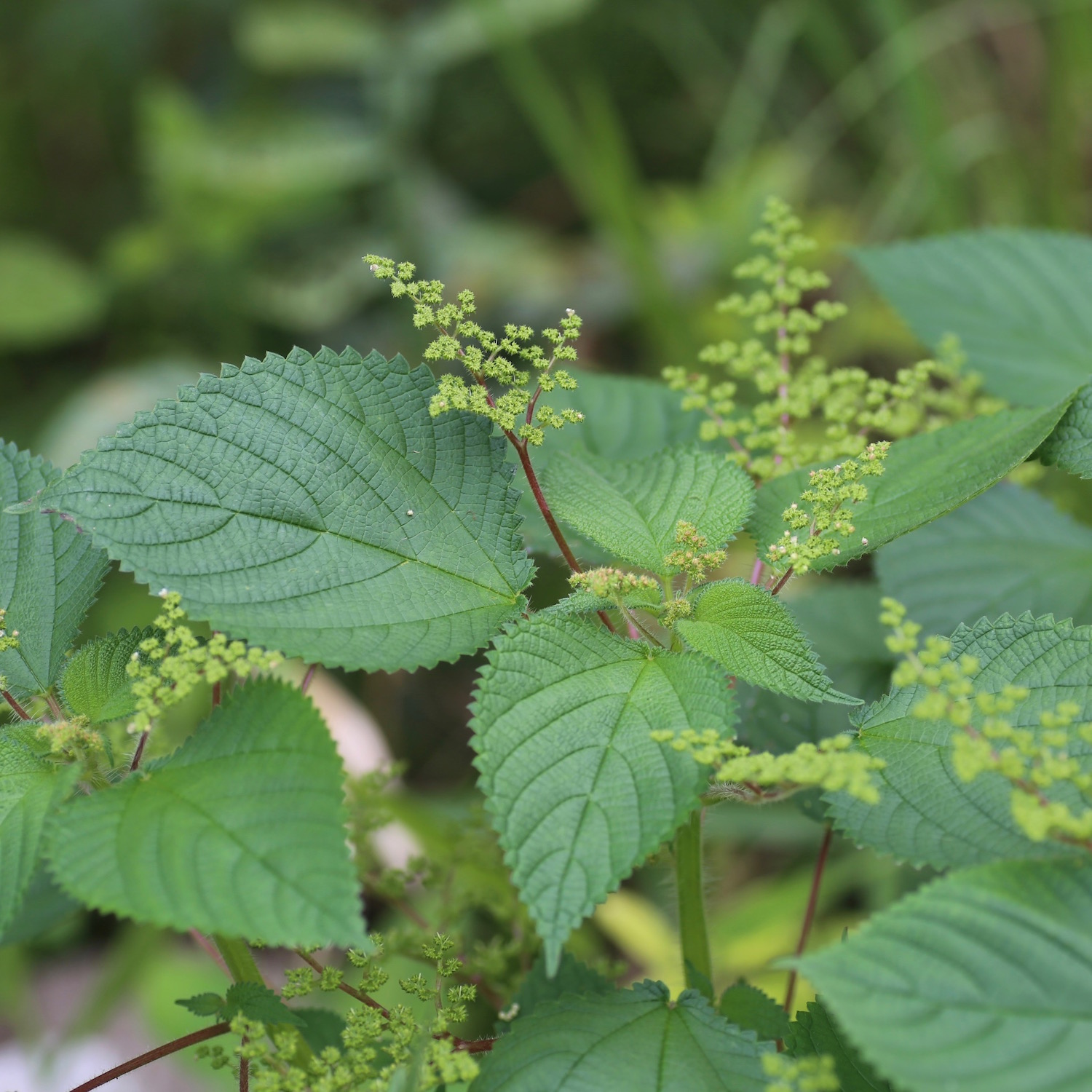
Laportea aestuans

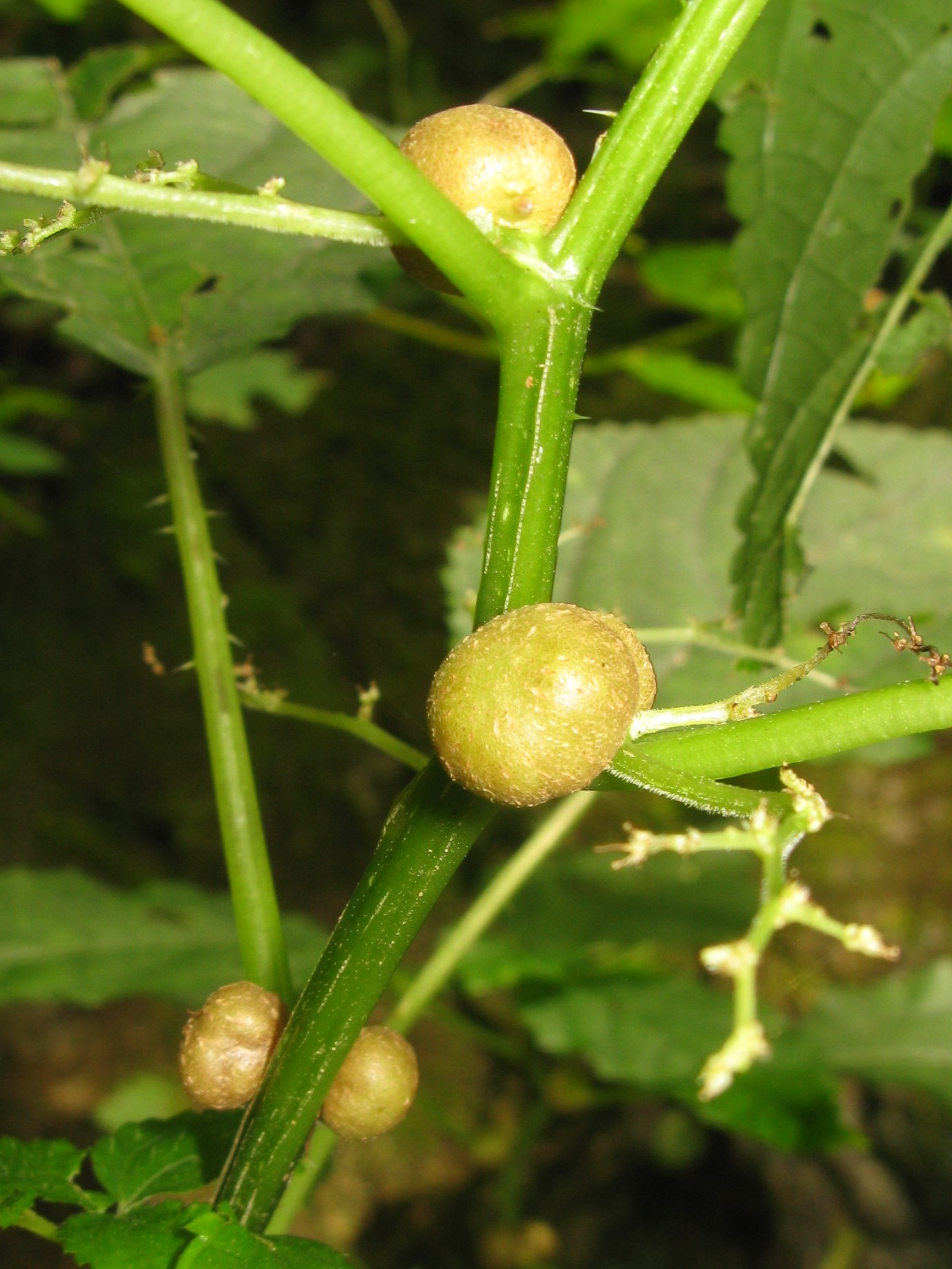
Stängel mit Knöllchen bei Laportea bulbifera

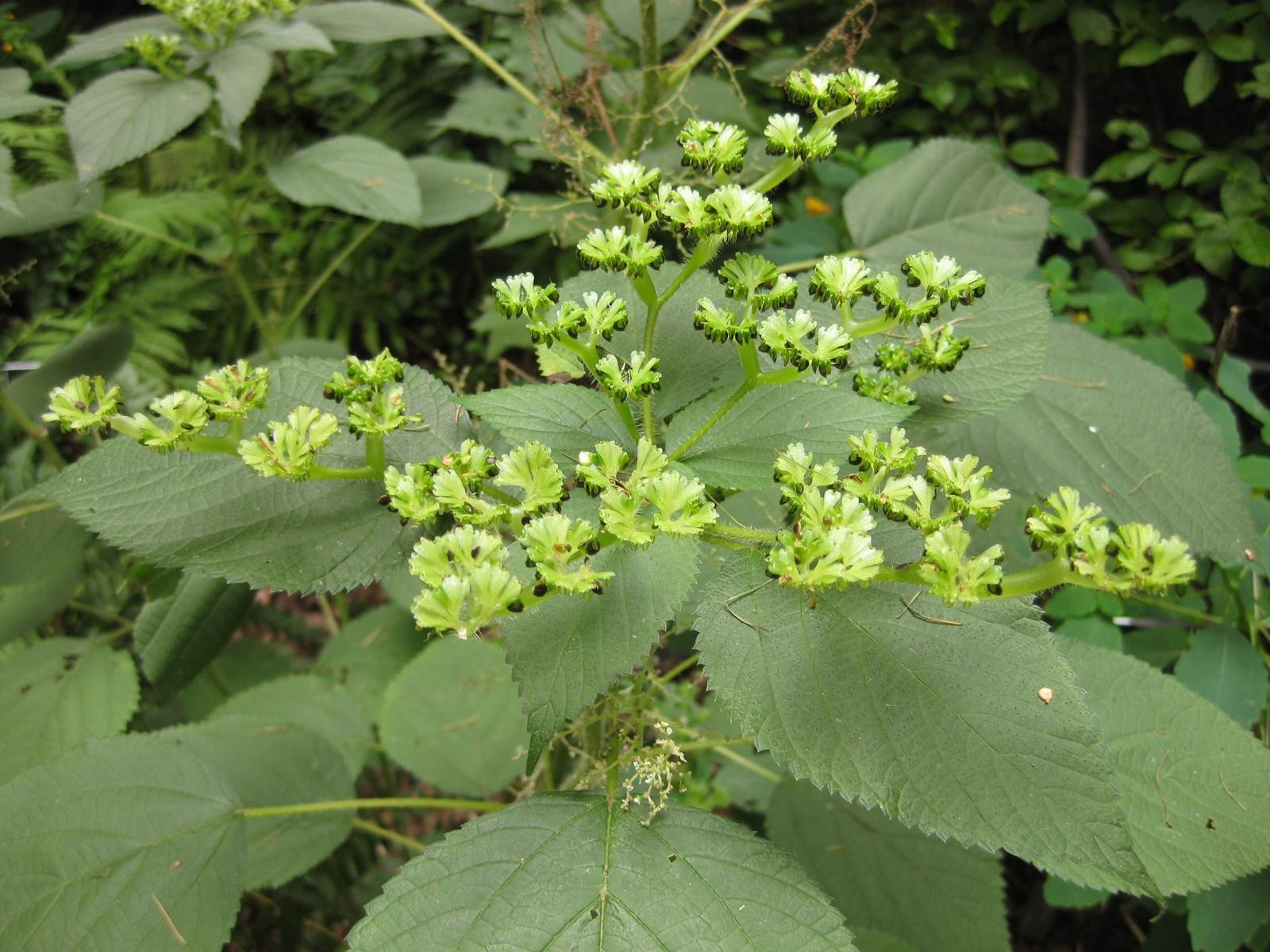
Kanadische Strauchnessel (Laportea canadensis)

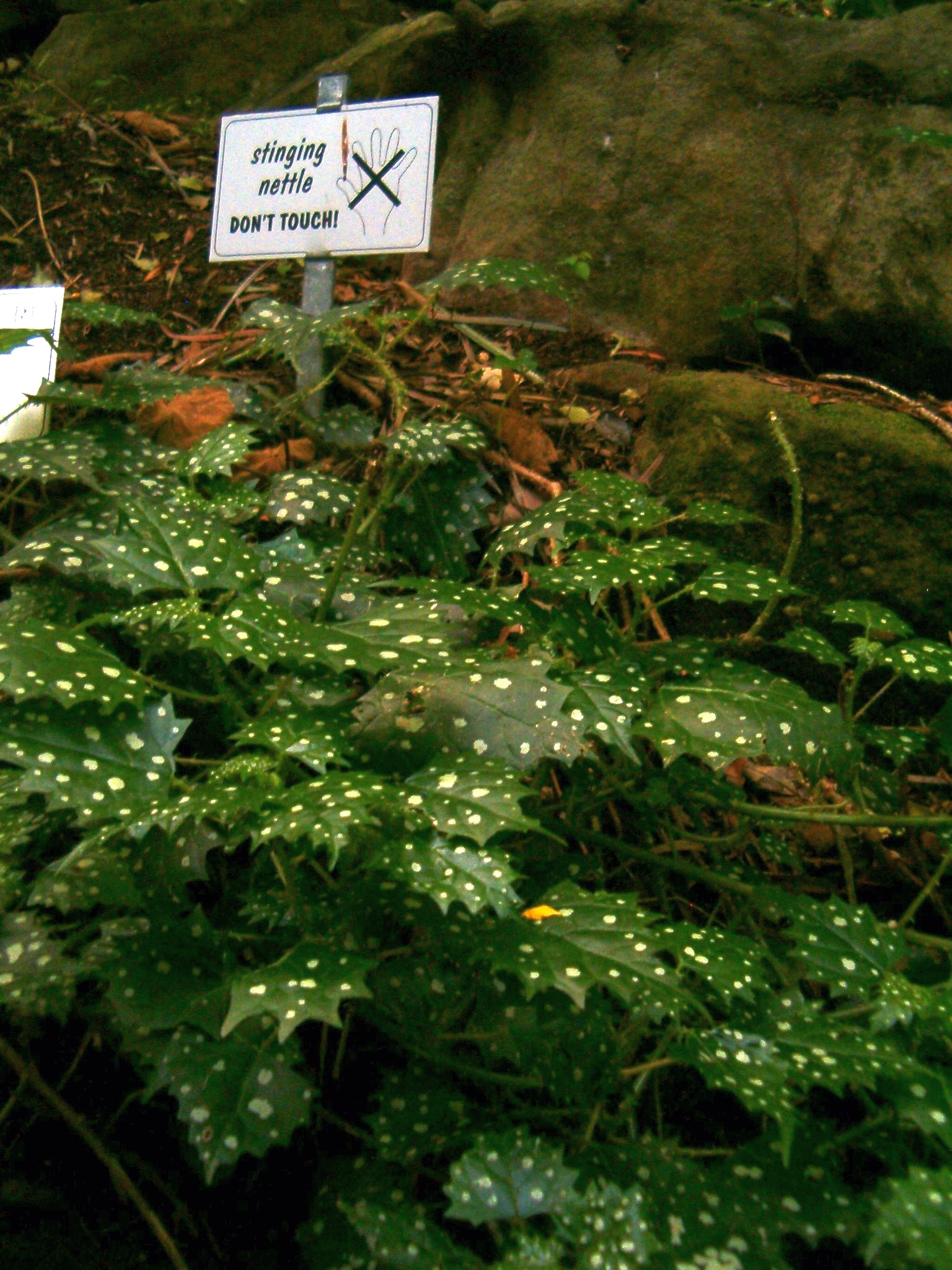
Laportea grossa

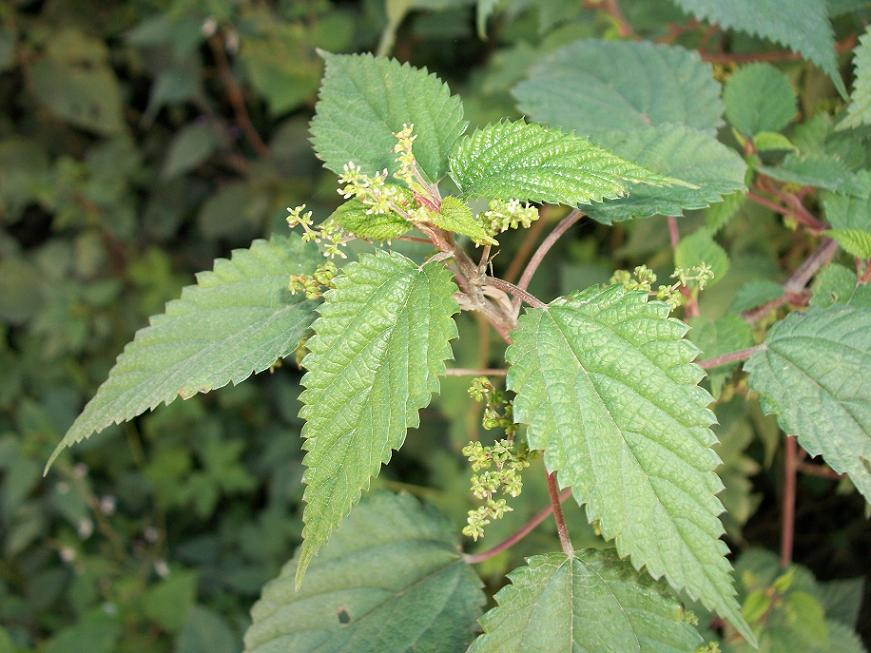
Laportea peduncularis

Die Gattung Laportea wurde 1826 durch Charles Gaudichaud-Beaupré in Voyage autour du monde, entrepris par ordre du roi, … éxécuté sur les corvettes de S. M. l'Uranie et la Physicienne, pendant les années 1817, 1818, 1819 et 1820; … Botanique, Seite 498 aufgestellt. Der Gattungsname Laportea ehrt den französischen Marineoffizier M. Laporte, der auf dem französischen Forschungsschiff Uranie bei seiner Reise um die Welt von 1817 bis 1820 unterwegs war. Synonyme für Laportea Gaudich. nom. cons. sind: Fleurya Gaudich., Fleuryopsis Opiz, Haynea Schumach. & Thonn., Kermula Noronha, Oblixilis Raf., Sceptrocnide Maxim., Schychowskya Endl., Sclepsion Raf. ex Wedd., Urticastrum Heist. ex Fabr.
Die Gattung Laportea wurde früher deutlich weiter aufgefasst. Man hat viele strauch- und baumförmige Arten in die Gattung Dendrocnide ausgegliedert. Allerdings bleibt die Einteilung dieses Verwandtschaftskreises innerhalb der Familie Urticaceae in die Gattungen Laportea, Dendrocnide, Urera, Girardinia etc. weiterhin ungeklärt. Die Anzahl der Synonyme ist erheblich. Laportea ist polyphyletisch (Wu et al. 2013, Kim et al. 2015) und einige Arten Laportea interrupta sollten überarbeitet werden.
Die Gattung Laportea wird in zwei Sektionen gegliedert: Laportea sect. Laportea und Laportea sect. Fleurya (Gaudich.) Chew.
Es gibt 22 bis 36 Arten in der Gattung Laportea s. str.:
- Laportea aestuans (L.) Chew: Sie kommt im südlichen tropischen Afrika, in Madagaskar, auf Mauritius sowie Réunion, von Mexiko, über Zentral- bis Südamerika und auf Karibischen Inseln vor.[6][3]
- Laportea alatipes Hook. f.[3]
- Laportea amberana (Baker) Leandri[3]
- Laportea americana Gaudich.[3]
- Laportea armata Warb.[3]
- Laportea bulbifera (Sieb. & Zucc.) Wedd.: Sie ist in Sri Lanka, Indien, Bhutan, Myanmar, Thailand, Vietnam, China, Korea, in Russlands Fernem Osten, Japan und Indonesien verbreitet.[6][3]
- Kanadische Strauchnessel[7] (Laportea canadensis (L.) Wedd.): Sie kommt in Kanada und den USA vor.[3]
- Laportea cuneata (A.Rich.) Chew[3]
- Laportea cuspidata (Weddell) Friis (Syn.: Laportea macrostachya (Maxim.) Ohwi): Sie kommt in China, Japan, Korea und Myanmar vor.[6][3]
- Laportea decumana (Roxb.) Wedd.[3]
- Laportea disepala (Gagnep.) Chew[3]
- Laportea fujianensis C.J.Chen: Dieser Endemit kommt nur im südlichen Fujian vor.[8][3]
- Laportea glabra Ridl.[3]
- Laportea grossa (Wedd.) Chew[3]
- Laportea humblotii (Baill.) Friis[3]
- Laportea humilis Lauterb.[3]
- Laportea interrupta (L.) Chew: Sie kommt in Indien, Sri Lanka, Indonesien, Myanmar, Thailand, Malaysia, Vietnam, Yunnan, Taiwan und in Australien vor.[6][3]
- Laportea lageensis W.T.Wang[3]
- Laportea lanceolata (Engl.) Chew[3]
- Laportea laxiflora Wedd.[3]
- Laportea mammosisetosa H.J.P.Winkl.[3]
- Laportea medogensis C.J.Chen: Sie kommt nur im südöstlichen Tibet vor.[8][3]
- Laportea mooreana (Hiern) Chew[3]
- Laportea oligoloba (Baker) Friis[3]
- Laportea ovalifolia (Schumach.) Chew[3]
- Laportea peduncularis (Wedd.) Chew[3]
- Laportea pedunculata K.Schum. & Lauterb.[3]
- Laportea perrieri Leandri[3]
- Laportea ruderalis (G.Forst.) Chew: Sie kommt auf den Salomonen, auf der Weihnachtsinsel, in Mikronesien, in Französisch-Polynesien, auf Samoa, Tonga und auf den Cookinseln vor.[6][3]
- Laportea septentrionalis Leandri[3]
- Laportea stolonifera Bhellum & B.Singh[3]
- Laportea sumatrana Merr.[3]
- Laportea ventricosa Gagnep.[3]
- Laportea violacea Gagnep.: Sie kommt in Thailand, Vietnam und Guangxi vor.[8][3]
- Laportea weddellii Leandri[3]

Nicht mehr zu Laportea sondern zur Gattung Dendrocnide gerechnet werden:
- Laportea basirotunda C.Y.Wu → Dendrocnide basirotunda (C.Y.Wu) Chew
- Laportea gigas Wedd. = Laportea gigantea → Dendrocnide excelsa (Wedd.) Chew
- Laportea moroides Wedd. → Dendrocnide moroides  (Wedd.) Chew
- Laportea urentissima Gagnep. → Dendrocnide urentissima (Gagnep.) Chew